# Vásárosnamény
Vásárosnamény är en mindre stad i distriktet med samma namn i provinsen Szabolcs-Szatmár-Bereg i nordöstra Ungern. Vásárosnamény har 8 515 invånare (2019).
Floden Szamos förenar sig med Tisza i Vásárosnamény. Tisza är segelbar nedströms härifrån.